# 亀岡末吉

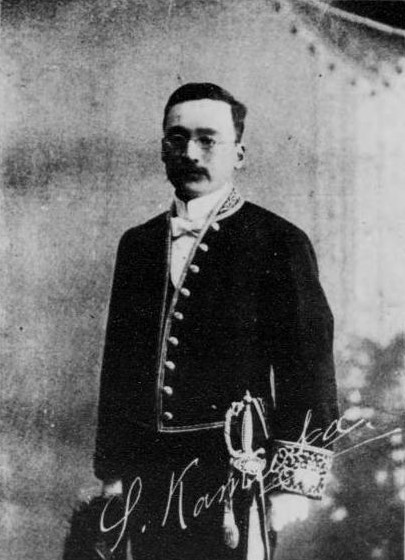
亀岡末吉（大正8年）

亀岡 末吉（かめおかすえきち、慶應元年11月4日（1865年12月21日）- 大正11年（1922年）11月26日）は、日本近代の建築家。従五位。作品は独特の意匠で知られ「亀岡式」と呼ばれる。

## 生涯
1865年（慶応元年）に前橋藩士の子として生まれる。明治維新後は画家を志し、東京美術学校絵画科に入学して日本画の技術を習得。1894年（明治27年）に同校を卒業。1901年（明治34年）からは内務省の古社寺調査に携わり、寺社の修理に従事。1907年（明治40年）には京都府技師となり、平等院鳳凰堂の修理を行った。京都では東福寺の方丈や東本願寺、仁和寺の門など幕末の動乱の中で焼失した建物を再建。1913年（大正2年）には京都府左京区神楽岡（吉田山 (京都市)）に自邸を建築。自邸にも寺社の意匠を採り入れた。現在は世界救世教黎明教会となっており、内部は非公開である。
このように亀岡は、内務省、宮城県、京都府等で技師となり社寺建築の調査保存などに従事した後、社寺建築の設計などを行ったのである。。作品に仁和寺の勅使門、霊明殿、宸殿、東本願寺菊の門、大鳥神社楼門、正法寺 (京都市西京区)（いずれも、登録有形文化財（建造物））などがある。大正7年10月23日歿(墓碑によると)。墓所は青山霊園。